# Municipio de Vienna (Iowa)
El municipio de Vienna (en inglés: Vienna Township) es un municipio ubicado en el condado de Marshall en el estado estadounidense de Iowa. En el año 2010 tenía una población de 289 habitantes y una densidad poblacional de 3,09 personas por km².

## Geografía
El municipio de Vienna se encuentra ubicado en las coordenadas 42°10′0″N 92°49′33″O / 42.16667, -92.82583. Según la Oficina del Censo de los Estados Unidos, el municipio tiene una superficie total de 93.51 km², de la cual 93,51 km² corresponden a tierra firme y (0 %) 0 km² es agua.

## Demografía
Según el censo de 2010, había 289 personas residiendo en el municipio de Vienna. La densidad de población era de 3,09 hab./km². De los 289 habitantes, el municipio de Vienna estaba compuesto por el 99,31 % blancos, el 0,35 % eran afroamericanos y el 0,35 % eran de una mezcla de razas. Del total de la población el 0,69 % eran hispanos o latinos de cualquier raza.